# Feniramină
Feniramina (sub formă de maleat) este un antihistaminic H1 cu proprietăți anticolinergice derivat de piridină, de generație 1, fiind utilizat în tratamentul alergiilor. Printre acestea se numără rinita alergică și conjunctivita, de obicei asociate răcelii.
Medicamentul a fost patentat în 1948.

## Utilizări medicale
Feniramina este utilizată în tratamentul reacțiilor alergice, de obicei cele care apar în răceala comună. Este similară ca acțiune cu bromfeniramina și clorfeniramina.

## Reacții adverse
Fiind un antihistaminic H1 de generație 1, poate produce sedare, somnolență, cefalee și în plus efecte atropinice.